# Schönbühlhorn
Schönbühlhorn är en bergstopp i Schweiz.   Den ligger i distriktet Goms och kantonen Valais, i den centrala delen av landet, 70 km sydost om huvudstaden Bern. Toppen på Schönbühlhorn är 3 854 meter över havet, eller 153 meter över den omgivande terrängen. Bredden vid basen är 1,4 km.
Terrängen runt Schönbühlhorn är huvudsakligen bergig, men åt nordväst är den kuperad. Närmaste större samhälle är Grindelwald, 14,6 km norr om Schönbühlhorn. 
Trakten runt Schönbühlhorn består i huvudsak av gräsmarker. Runt Schönbühlhorn är det ganska glesbefolkat, med 27 invånare per kvadratkilometer.